# Magou (Niger)
Magou ist ein Dorf in der Landgemeinde Torodi in Niger.

## Geographie

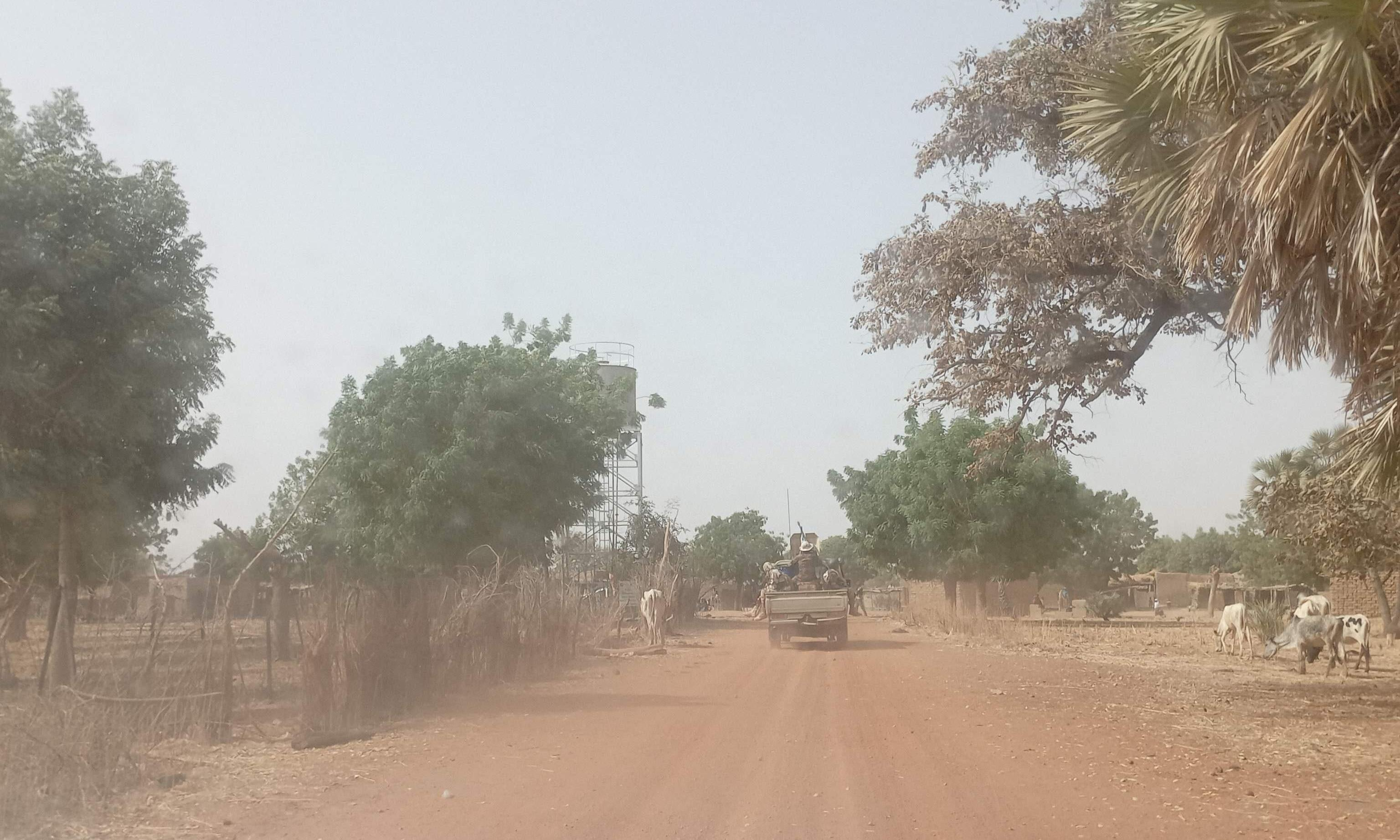
Ortszentrum von Magou (2024)

Das von einem traditionellen Ortsvorsteher (chef traditionnel) geleitete Dorf liegt am linken Ufer des Flusses Goroubi. Es befindet sich rund sechs Kilometer westlich des urbanen Zentrums von Torodi, des Hauptorts der gleichnamigen Landgemeinde und des gleichnamigen Departements Torodi, das zur Region Tillabéri gehört. Zu weiteren Siedlungen in der Umgebung von Magou zählen Djayel im Nordwesten, Djoga im Nordosten und Fayra Mamoudou im Süden.
Magou ist Teil der Übergangszone zwischen Sahel und Sudan. Die durchschnittliche jährliche Niederschlagsmenge beträgt hier zwischen 500 und 600 mm.

## Bevölkerung
Bei der Volkszählung 2012 hatte Magou 598 Einwohner, die in 57 Haushalten lebten. Bei der Volkszählung 2001 betrug die Einwohnerzahl 695 in 74 Haushalten und bei der Volkszählung 1988 belief sich die Einwohnerzahl auf 1137 in 113 Haushalten.

## Wirtschaft und Infrastruktur

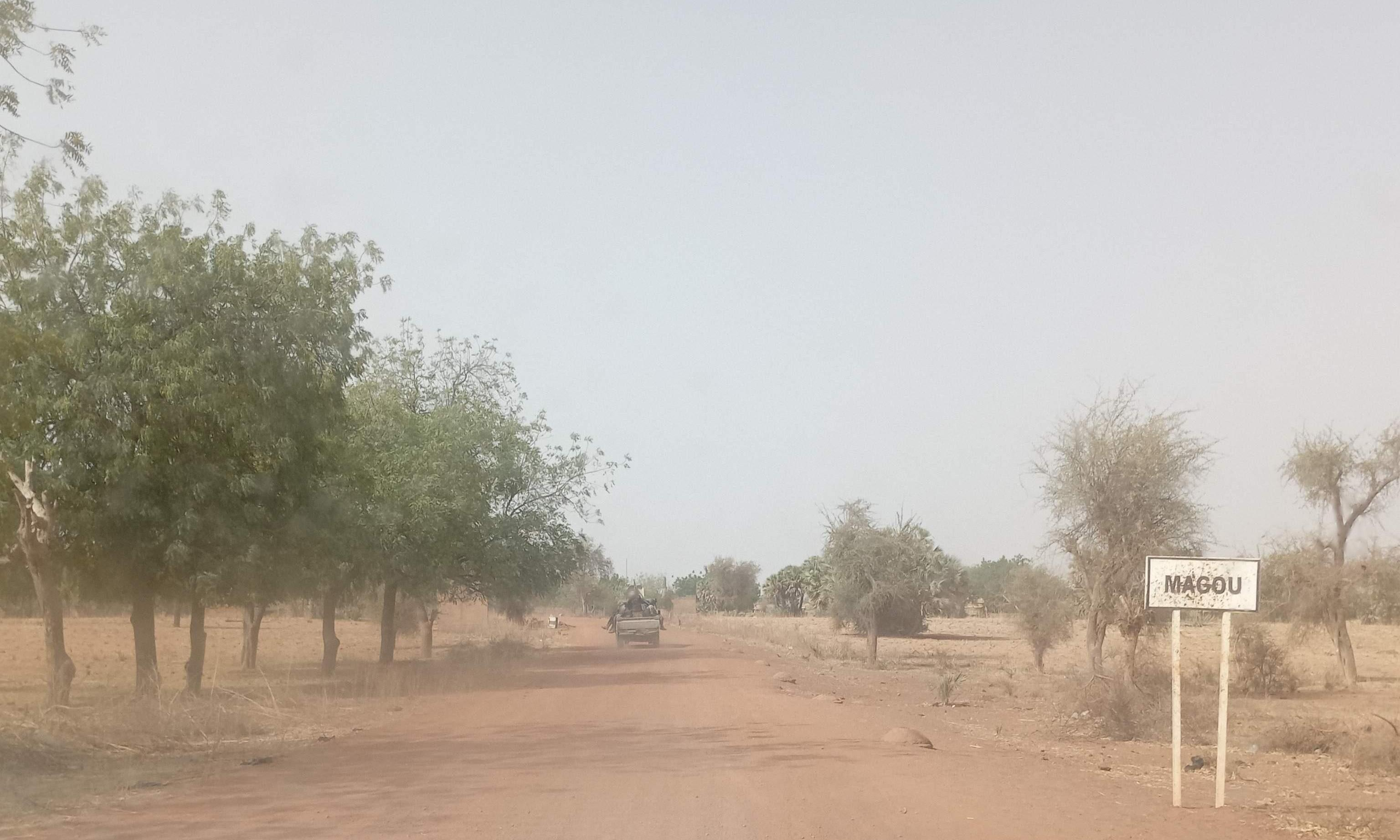
Route 665 mit Ortstafel von Magou (2024)

In Magou wird Bewässerungsfeldwirtschaft betrieben. Im Jahr 2020 belief sich die dafür genutzte Fläche auf zehn Hektar. Es gibt eine Schule im Dorf. In Magou endet die Route 665, eine 8,2 Kilometer lange Landstraße, die an der Nationalstraße 6 im urbanen Zentrum von Torodi beginnt.